# Little Women The Musical
Little Women The Musical är en amerikansk musikal från 2005 skriven av Jason Howland och Mindi Dickstein, men baserad på boken Unga kvinnor (Little Women), skriven av Louisa May Alcott 1868-1869. Den hade premiär 2005 på Broadway i New York.